# Руперт II Любинский
Руперт (Рупрехт) II (пол. Rupert II lubiński, нем. Ruprecht II von Lüben; 1396/1402 — 24 сентября 1431) — князь Любинский и Хойнувский (1419/1420 — 1431), генеральный приор Чешской провинции ордена иоаннитов.

## Биография
Представитель легницкой линии Силезских Пястов. Старший сын князя Генриха IX Любинского и Анны Цешинской, дочери Пшемыслава I Носака, князя Цешинского. Младшие братья — князья Вацлав III Олавский (ум. 1423) и Людвик III Олавский (ум. 1441).
Между 9 января 1419 и 5 апреля 1420 года после смерти князя Генриха IX Любинского (1369—1419/1420) его владения унаследовали трое его сыновей. Старший из них, Руперт II, получил во владение Любин и Хойнув, а его младшие братья Вацлав III и Людвик III совместно стали править в Олаве и Немче.
В 1420 году князья Руперт II Любинский, Вацлав III и Людвик III Олавские заключили договор о взаимном наследовании со своим дядей, князем Людвиком II Легницким. В 1424 году Людвик II Легницкий подтвердил договор со своими племянниками, князьями Рупертом Любинским и Людвиком Олавским, о взаимном наследовании. В случае своей бездетности братья Руперт и Людвик соглашались на наследование Любинского княжества Людвиком Легницким и его потомками. Но этот договор, подтвержденный королем Чехии, так и не вступил в силу.
В 1422 году князь Руперт Любинский стал генеральным приором Чешской провинции Ордена иоаннитов.
24 сентября 1431 года князь Руперт II Любинский скончался бездетным. Его владения (Любин и Хойнув) унаследовал его младший брат, князь Людвик III Олавский.